# 요코하마 국제 평화회의장

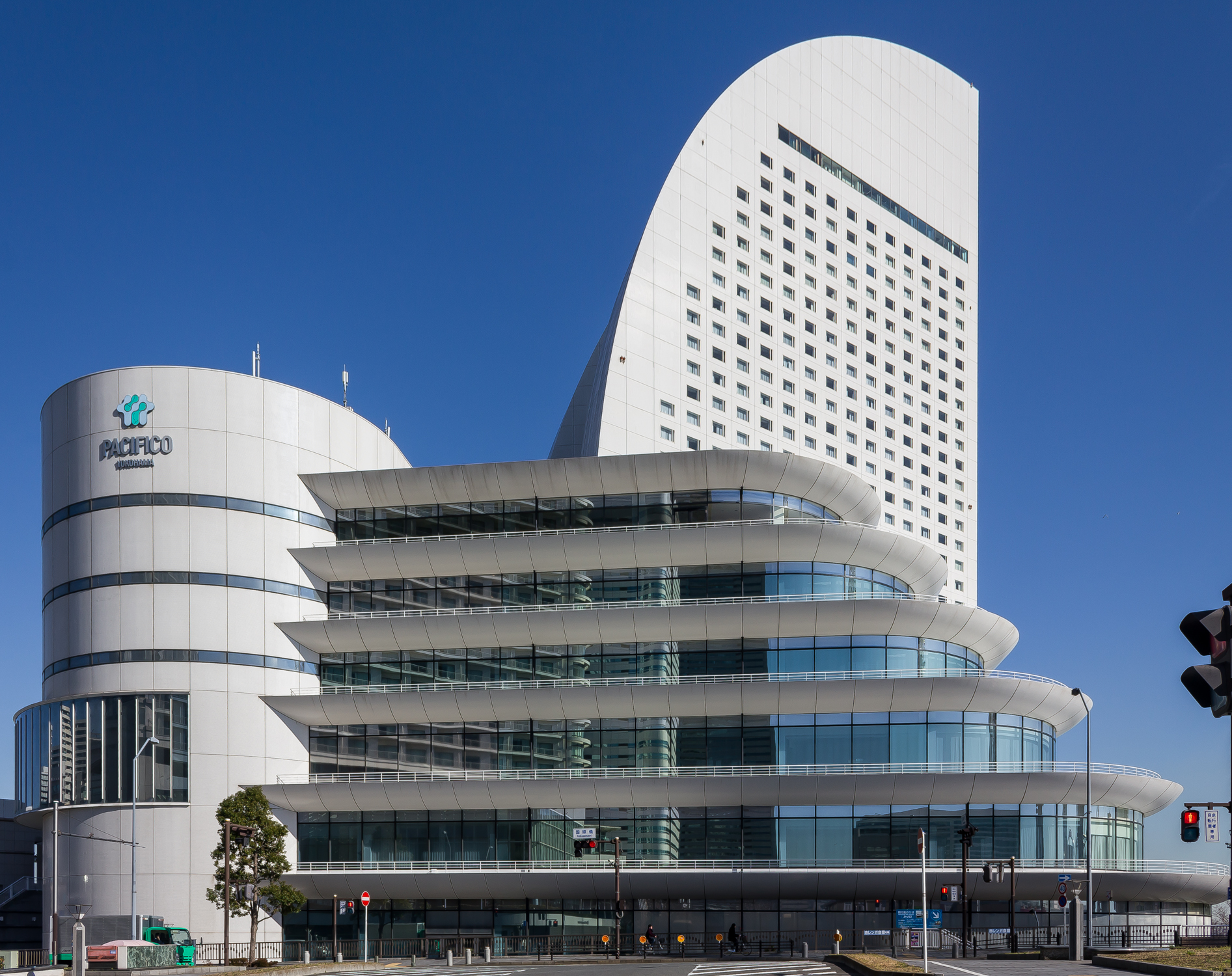
요코하마 국제 평화회의장 (컨퍼런스 센터 측)

요코하마 국제 평화회의장(일본어: 横浜国際平和会議場 요코하마 고쿠사이 헤이와카이기조[*])은 일본 가나가와현 요코하마시 니시구 미나토미라이에 있는 컨벤션 센터이다. 통칭인 퍼시피코 요코하마(일본어: パシフィコ横浜, 영어: Pacifico Yokohama)라는 이름으로 알려져 있다.